# Kamenná Horka
Kamenná Horka (německy Hermersdorf) je obec v okrese Svitavy, rozkládající se po obou stranách historické česko-moravské zemské hranice asi 6 km jihovýchodně od centra Svitav. Jedná se o typickou, z východu na západ asi 4 km dlouhou, lesní lánovou ves v oblasti tzv. Hřebečska, tedy v území od 13. století do roku 1945 obývaného převážně Němci. Dnes je součástí Mikroregionu Svitavsko. Žije zde 355 obyvatel.

## Historie
První písemná zmínka o obci pochází z roku 1270. Původně se jednalo o dvě těsně sousedící vesnice s identickým českým úředním názvem Kamenná Horka, přičemž jedna ležela na Moravě a tvořila samostatnou obec s německým úředním názvem Mährisch Hermersdorf, zatímco druhá ležela v Čechách, nesla německý úřední název Böhmisch Hermersdorf, a dlouho tvořila osadu s vlastním katastrem, náležející k obci Koclířovu. Tato česká část se roku 1934 stala rovněž samostatnou obcí. Ke sloučení obou obcí došlo k 18. prosinci 1950. Dodnes se však jedná o dvě samostatná katastrální území s vlastní zástavbou, přičemž podstatně větší Moravská Kamenná Horka má v současnosti výměru 1327,88 ha, zatímco menší Česká Kamenná Horka má výměru 248,12 ha. Katastr moravské části měl původně do roku 1952 rozlohu 1356 hektarů a náležela k němu také menší jihovýchodní část nedaleké osady Hřebče, která potom byla k 1. lednu 1953 přičleněna ke k. ú. Koclířov.

## Pamětihodnosti
- Kostel svaté Máří Magdaleny
- Pozdně gotická zvonice
- Zbořená barokní fara (postupná rekonstrukce - nová střecha 2009)
- Svobodný dvůr (zbytky hospodářských budov)
- Drobná kaplička ve středu obce (vyrabovaná - celková oprava v r. 2009)
- Kamenný kříž před zvonicí s datem 1836.
- Opuková barokní hřbitovní zeď zbořená a nahrazená 2006 betonovou se žulovými valouny
- Sloupová boží muka v poli za kostelem, vyzděná z drobných kamínků
- Socha Nejsvětější Trojice při farské cestě (od bývalé fary k faře v Koclířově)
- Sousoší Nejsvětější Trojice před bývalým obchodem (s nevhodně doplněnou hlavou jedné ze soch). Nápis: GEORGIVS / SCHLEGEL / 1757 a RENOVIRT / A. HAUPT / 1935.
- Několik dochovaných usedlostí z 18. stol.

Kamenná deska usazená do vnější zdi kostela svaté Máří Magdaleny. V horní a dolní části desky německo-latinský nápis s daty 1590 a 1597. Uprostřed desky klečí modlící se žena s růžencem v ruce nad erbem před postavou Krista na kříži. U zdi kostela svaté Máří Magdaleny umístěn hraniční kámen s nápisem z roku 1754.
Kamenný (pískovcový) náhrobek s reliéfem kalichu, kříže a knihy u zdi kostela svaté Máří Magdaleny na hřbitově faráře Johana Zechy (nar. 18. 10. 1813, zemř. 29. 3. 1879). Částečně poškozený v letech 2006 a 2007.
Věž Českých radiokomunikací pro televizní vysílání z roku 1989 má výšku 96 m a stojí východně nad obcí ve svahu Hřebečského hřbetu.

## Obyvatelstvo
(stav vždy k 1. 1. daného roku)
| rok            | 1971 | 1981 | 1991 | 2001 | 2011 |
| -------------- | ---- | ---- | ---- | ---- | ---- |
| počet obyvatel | 367  | 333  | 312  | 299  | 300  |

## Doprava
V obci je zavedena v pracovní dny pravidelná autobusová doprava.
Nejbližší železniční stanice je zastávka Svitavy-Lány, osobní vlaky směr Česká Třebová a Letovice.

## Turistika
- žlutá turistická značka - prochází spodní (západní) částí obce (Svitavy-Lány - Kamenná Horka - Na Šestáku - U Vančurovy louky - Horecký hřbet, rozcestní s červenou značkou)
- červená turistická značka - prochází horní (východní) částí obce (Březová nad Svitavou - Rudná - Kamenná Horka - Hřebeč - Helvíkov - Anenská Studánka - Palice, rozcestí)
- cyklotrasa č. 4204 - vede po silnici ze Svitav přes celou obec do Hřebče
- cyklotrasa č. 4029 - prochází v horní části obce po zpevněné komunikaci